# Stipa pennata
Espèce
Classification phylogénétique
Stipa pennata, la stipe pennée, est une espèce de plantes monocotylédones de la famille des Poaceae, originaire de l'Ancien Monde.
C'est une plante herbacée vivace, cespiteuse, de 40 à 80 cm de haut, remarquable par ses longues arêtes plumeuses blanches.
noms vernaculairesstipe pennée, stipe plumeuse, stipe à feuilles pennées, barbe de Saint-Moré ou cheveu d'ange, cheveu-de-Marie-Madeleine, marabout, plumet,.

## Description
- Tiges dressées de 30 à 80 cm de hauteur.
- Feuilles lancéolées, raides, enroulées.
- Ligule ovale allongée.
- Inflorescence lâche, étroite, en général engainée par la feuille supérieure ;
- Épillets vert-jaunâtre, longs de 4-5, parfois 6 cm ;
- Glumes allongées, atténuées en pointe, deux fois plus longues que la lemme ;
- Floraison de mai à août.

## Habitat et localisation

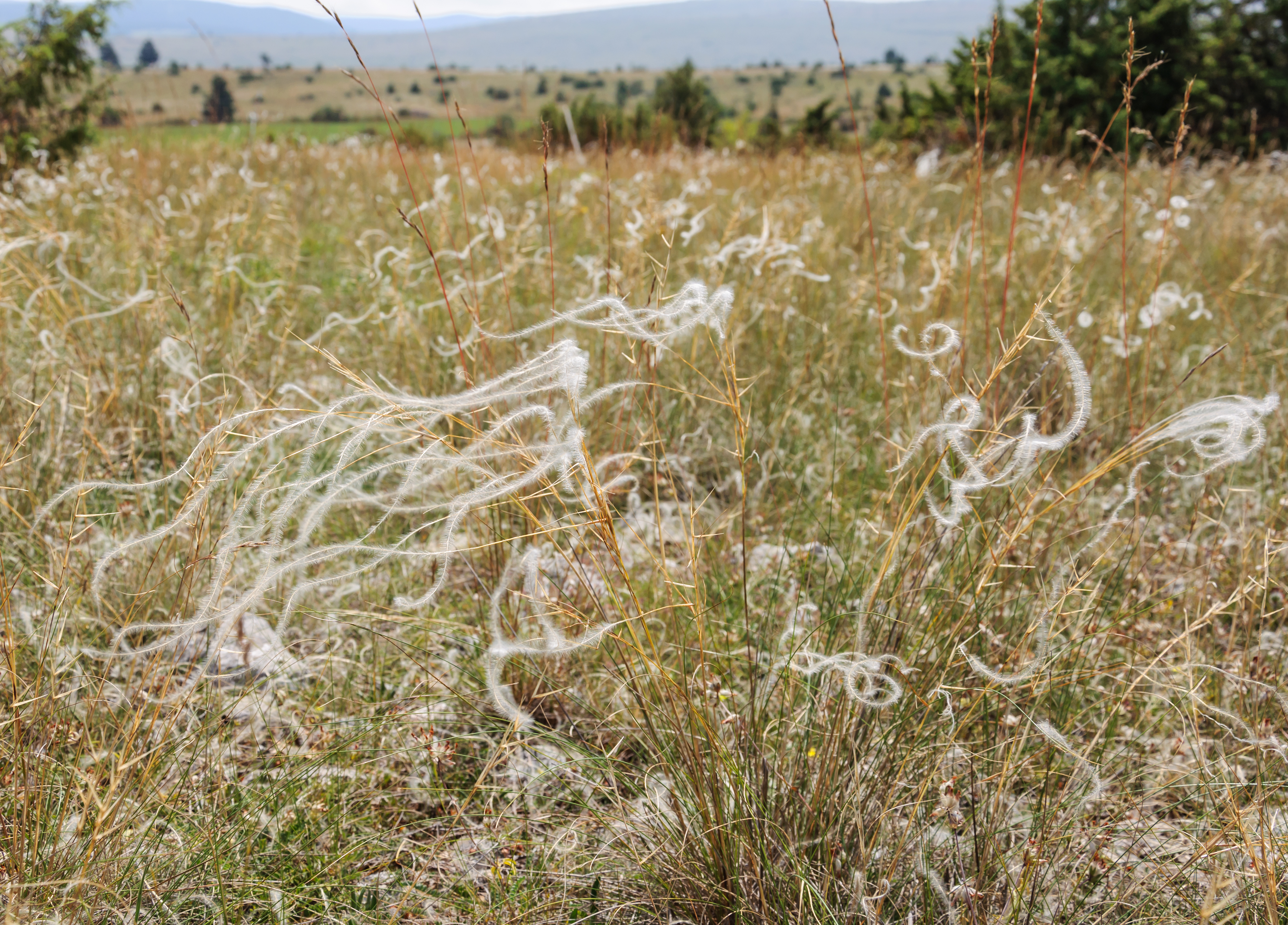
Stipes pennées en habitat naturel, sur le causse Méjean en Lozère.

C'est une plante du centre et du sud de l'Europe, caractéristique des milieux secs ensoleillés (steppiques) des coteaux et rochers calcaires jusqu'à 2500 m d'altitude. En France, c'est dans les différents massifs à sommets tabulaires du Massif central (les causses) comme celui du Larzac que cette plante est le mieux représentée.

## Protection
Elle est protégée dans 10 régions françaises, contre la destruction, la coupe, la mutilation, l'arrachage, la cueillette, l'enlèvement, le colportage, l'utilisation, la mise en vente, la vente ou l'achat de tout ou partie des spécimens sauvages. Les spécimens poussant dans les champs cultivés sont exclus de la protection pour ce qui concerne la destruction, la coupe, la mutilation et l'arrachage.
La principale menace sur la pérennité de Stipa pennata tient aux mutations agricoles : arrêt de l'agriculture extensive caractéristique de l'agropastoralisme.
La régression de ces pratiques ancestrales entraîne la fermeture du milieu, c'est-à-dire la mise en place d'un écosystème plus évolué qui tend généralement vers un climax forestier. Ceci montre l'intérêt de garder une certaine exploitation du milieu naturel garantissant une meilleure biodiversité. En effet, la biodiversité d'une pelouse pâturée est supérieure en nombre à un écosystème forestier.

## Liste des sous-espèces
Selon World Checklist of Selected Plant Families (WCSP) (12 août 2016) :
- Stipa pennata subsp. pennata
- Stipa pennata subsp. sabulosa (Pacz.) Tzvelev (1973)